# Leydigs organ
Leydigs organ (uppkallat efter den tyske histologen Franz von Leydig som först beskrev det 1857) är en unik struktur som bara förekommer hos broskfiskar (hajar och rockor), men vissa broskfiskar saknar det helt (till exempel alla helhuvudfiskar). Tillsammans med mjälten och en speciell vävnad (epigonalorgan) kring könskörtlarna producerar det röda blodkroppar och lymfa (broskfiskar saknar benmärg och lymfkörtlar). Leydigs organ ligger runt matstrupen.

## Notes
1. ↑  Honma, Yoshiharu; Okabe, Kazuyuki; Chiba, Akira (1984). ”Comparative histology of the Leydig and epigonal organs in some elasmobranchs” (PDF). Japanese Journal of Ichthyology 31 (1):  sid. 47–54. Arkiverad från originalet den 2011-07-06. https://web.archive.org/web/20110706150125/http://www.wdc-jp.biz/pdf_store/isj/publication/pdf/31/311/31107.pdf. Läst 31 augusti 2009.